# Rajshahi (divisie)
Rajshahi is een divisie (bibhag) van Bangladesh.

## Bestuurlijke indeling
Rajshahi is onderverdeeld in acht zila (districten).

### Districten
De divisie is onderverdeeld in acht districten (zila): Bogra, Jaipurhat, Naogaon, Natore, Nawabganj, Pabna, Rajshahi en Sirajganj.